# رامون كاريو
رامون كاريو (بالإسبانية: Ramón Carrillo)‏ (7 مارس 1906 - 20 ديسمبر 1956)، كان جراح أعصاب أرجنتيني واختصاصي في العلوم العصبية وأكاديمي ومدافع عن الصحة العامة كما كان أول وزير صحة في البلاد بين عامي 1949 و1954.

## حياته
ولد رامون كاريو في سانتياغو ديل استيرو، وألتحق بجامعة بوينس آيرس وحصل على شهادة في الطب في عام 1929 مع ميدالية ذهبية كأفضل طالب في دفعته. وقد أبدى تفضيله لتخصص في جراحة المخ والأعصاب، حيث تعاون مع جراح الأعصاب البارز مانويل بالادو الذي يعتبر أحد خريجي مايو كلينيك لينشر كاريو أول مقالاته العلمية. بعد التخرج، حصل على منحة من أجل السفر ومواصلة دراسته في أوروبا، حيث عمل في أفضل مختبرات علوم الأعصاب.